# Pirates of the Sea

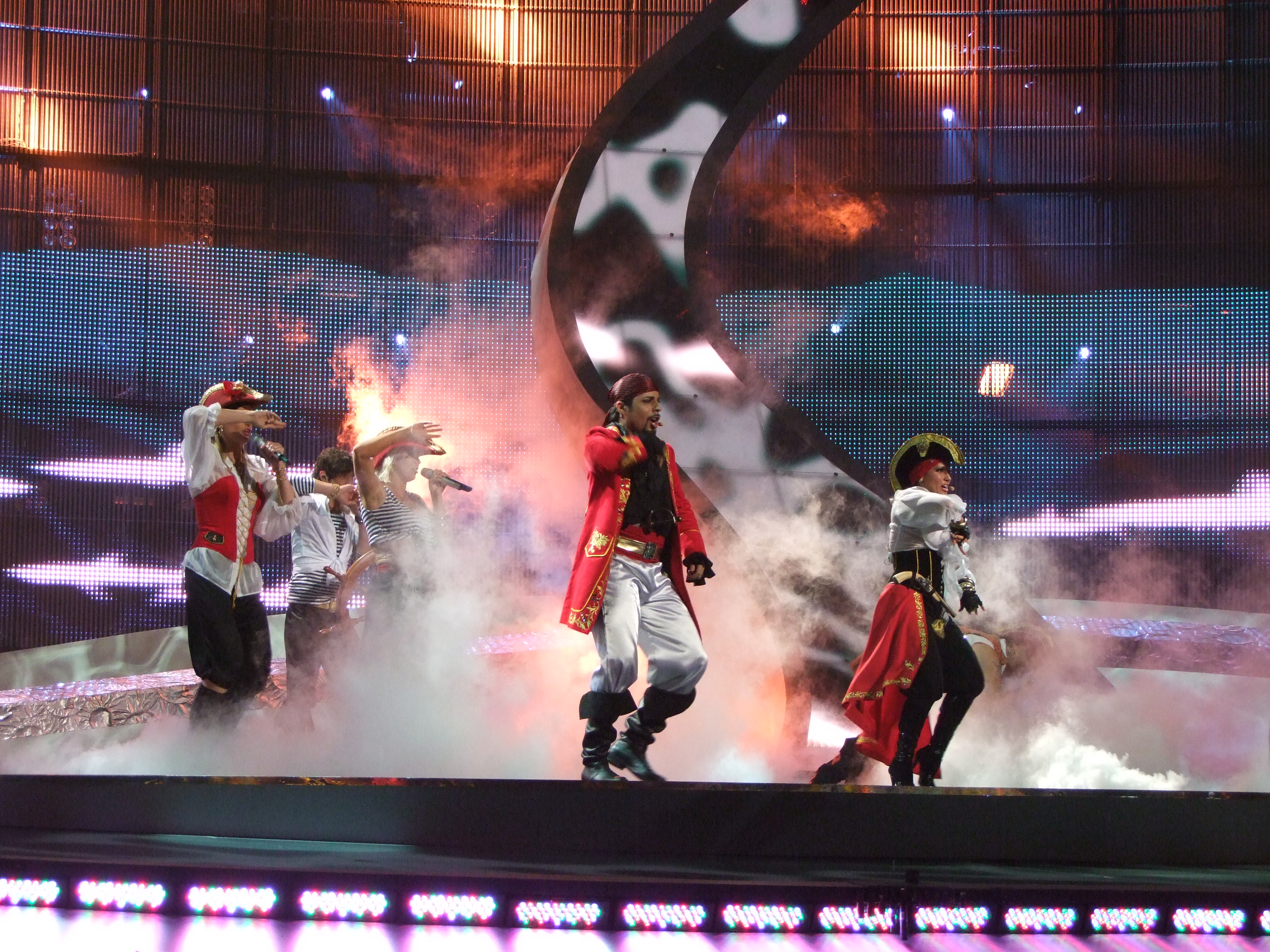
Pirates of the Sea sur scène en 2008.

Pirates of the Sea est un groupe musical composé de 3 membres : Roberto Meloni, Aleksandra Kurusova et de Jānis Vaišļa. Ils ont représenté la Lettonie lors du Concours Eurovision de la Chanson 2008 avec la chanson Wolves of the Sea (Des loups de mer). Le groupe se classa 12e avec 83 points.
La chanson Wolves of the Sea a été écrite par 4 compositeurs suédois : Jonas Liberg, Johan Sahlen, Claes Andreasson et Torbjörn Wassenius. 
Le 2 février le groupe gagne la première demi-finale avec 12 010 votes, ce qui est un record. Et par la suite gagne la finale de la sélection nationale devant la chanteuse Aisha.